# 기원 2600년

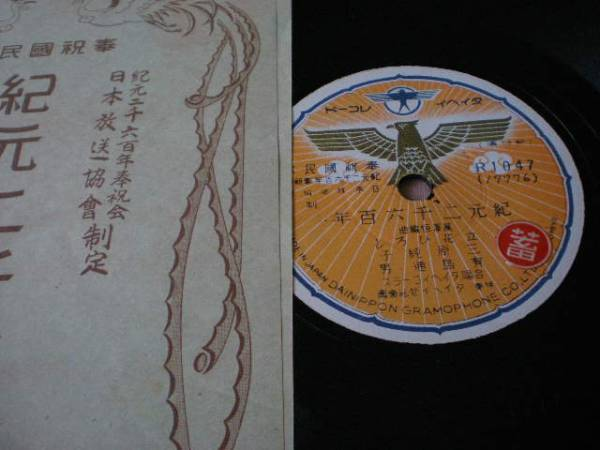
《기원 2600년》 레코드

〈기원 2600년〉(일본어: 紀元二千六百年)은 1940년(쇼와 15년) 일본에서 황기 2600주년을 기념하여 작곡된 행진곡풍의 노래이다. 당시 라디오 방송에서 널리 방송되었고, 또한 아래의 개사곡으로도 유명해졌다. 발매는 1939년 12월 20일을 전후하여 각 음반사에서 레코드를 발매하였다.

## 경위
1940년은 황기 2600년으로 일본 정부는 다양한 축하 행사를 기획하고 있었고, 일본 국민들에게 이를 홍보하고 애국심을 고취시키기 위하여 1939년 8월 내각 봉축위원회와 일본방송협회(현 NHK)는 일본 국민을 대상으로 한 국민봉축가 곡과 가사를 공모하였다. 약 1만 8천명이 여기에 공모하였다. 당선작은 서적상인 마스다 요시오(増田好生)가 작사하고 음악 교사 모리 기하치로(森義八郎)가 작곡한 곡으로, 도쿄 음악학교에 정부가 촉탁한 기원 2600년 송가와 함께 공식 봉축가로 선정, 1939년 12월 20일 각 레코드 회사에서 음반을 발매하기 시작하였다. 봉축곡과 함께 행진곡과 군가로 사용하기 위한 편곡도 이루어졌다.

## 음반취입 가수
- 콜롬비아 레코드 - 마쓰다이라 아키라, 이토 히사오, 후지야마 이치로, 기리시마 노보루, 마쓰하라 미사오, 후타바 아키코, 와타나베 하마코, 가토리 미오코
- 빅터 레코드 - 도쿠야마 다마키, 나미오카 소이치로, 요쓰야 후미코, 나카무라 도시코
- 킹레코드 - 나가타 겐지로, 나가토 미호
- 데이치쿠 레코드 - 사쿠라이 겐지, 오니토시 히데, 핫토리 토미코, 나카무라 마사코
- 폴리도르 레코드 - 오쿠다 료조, 세키 다네코, 우에하라 사토시, 고바야시 지요코, 쇼지 다로
- 다이헤이 레코드 - 다치바나 히로시, 아리시마 미치오, 미하라 준코

## 가사
| 일본어 | 한국어 |
| --- | --- |
| 1 金鵄(きんし)輝く 日本の 栄(はえ)ある光 身にうけて いまこそ祝へ この朝(あした) 紀元は二千六百年 嗚呼 一億の胸は鳴る | 1 금치가 빛나는 일본의 영광스러운 빛 몸에 받아서 지금 축하하자 오늘 이 아침을 기원은 이천육백년 아아 일억의 가슴은 운다              |
| 2 歓喜あふるる この土を しっかと我等 踏みしめて はるかに仰ぐ 大御言 紀元は二千六百年 嗚呼 肇国の雲青し               | 2 환희가 넘치는 이 땅을 힘차게 우리들 디디어 서서 드높이 받드는 폐하의 말씀 기원은 이천육백년 아아 건국의 구름 푸르다                |
| 3 荒ぶ世界に ただ一つ 揺るがぬ御代に 生立ちし 感謝は清き 火と燃えて 紀元は二千六百年 嗚呼 報国の血は勇む             | 3 거친 세계에 유일하게 흔들림없는 폐하의 치세에 자라나 감사하는 마음은 맑게 불타오른다 기원은 이천육백년 아아 보국의 피가 용솟음친다 |
| 4 潮豊けき 海原に 桜と富士の 影織りて 世紀の文化 また新(あらた) 紀元は二千六百年 嗚呼 燦爛(さんらん)のこの国威       | 4 바닷물 풍성한 너른 바다에 벚꽃핀 후지산 경치 비치어 세기의 문화 또 새롭다 기원은 이천육백년 아아 찬란한 이 나라 국위               |
| 5 正義凛たる 旗の下(もと) 明朗アジア うち建てん 力と意気を 示せ今 紀元は二千六百年 嗚呼 弥栄(いやさか)の日は上る     | 5 정의의 늠름한 깃발 아래에 명랑한 아시아를 건설하리라 힘과 의기를 보일 지금 기원은 이천육백년 아아 번창의 해가 떠오른다             |

## 개사곡
공교롭게도 1절에 당시 일본의 서민들이 가장 많이 피우던 담배 이름인 ‘긴시’(金鵄), ‘히카리’(光)등의 단어가 차례로 들어 있어, 전쟁 중 일본 정부가 전쟁 비용을 충당하기 위해 담배값을 인상하자 1절의 가사를 개사한 다음과 같은 노래가 일본 전역에서 유행하기 시작하였다. 패러디로 개작된 노래의 가사는 아래와 같다.
| 일본어                                                                                         | 한국어 |
| ---------------------------------------------------------------------------------------------- | --- |
| 金鵄あがって 15銭 栄えある光 30銭 今こそ来たぜ この値上げ 紀元は二千六百年 ああ一億の 民は泣く | '긴시'는 올라서 15센 영광스러운 '히카리'는 30센 이제야 왔구나 가격 인상이 기원은 2천6백년 아아 일억 국민은 운다 |

## 후일담
이 곡의 작곡가였던 모리 기하치로는 이후 초등학교 교가 등의 음악을 작곡해 주고는 했는데, 술버릇이 나빠 구설수를 낳고 다녔다고 한다. 그 중에는 술자리에서 거나하게 취하여 "기원 2600년을 작곡했을 때 오쓰카의 홍등가에서 기녀를 안았을 때 허리 리듬을 모티브로 하여 작곡했다"라고 내뱉어 큰 물의를 빚은 적도 있다.

## 참고 문헌
- 오사다 교지(長田暁二), 《日本軍歌大全集》, 全音楽譜出版社, 2002년